# B'Hai-Nicko
B'Hai-Nicko är en klan i Liberia.   Den ligger i regionen Grand Gedeh County, i den centrala delen av landet, 250 km öster om huvudstaden Monrovia.